# Cayratia
Cayratia ist eine Pflanzengattung innerhalb der Familie der Weinrebengewächse (Vitaceae). Die 45 bis 60 Arten sind in der Alten Welt weitverbreitet.

## Beschreibung

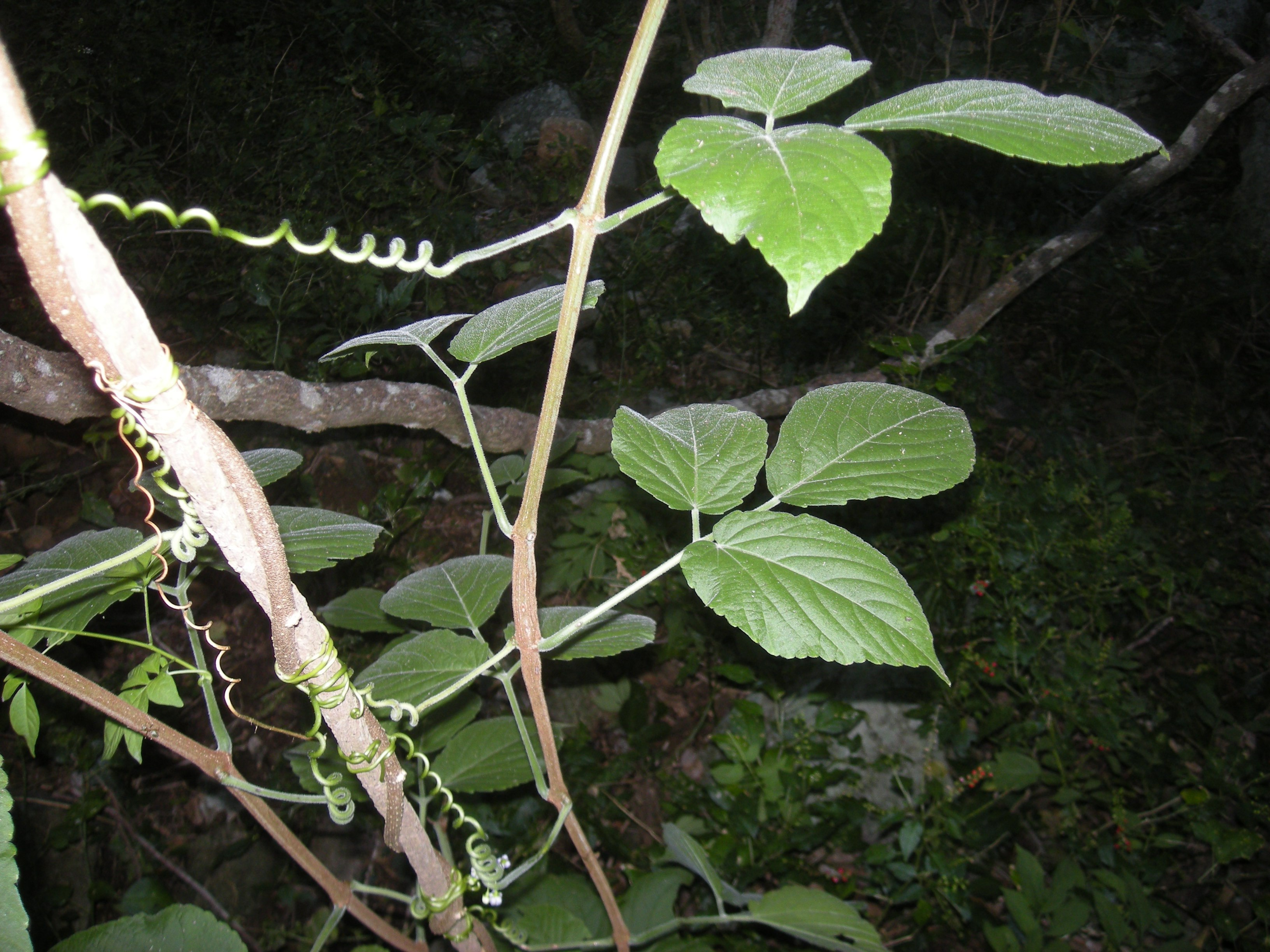
Habitus, Sprossachse, Sprossranken und Laubblätter von Cayratia acris

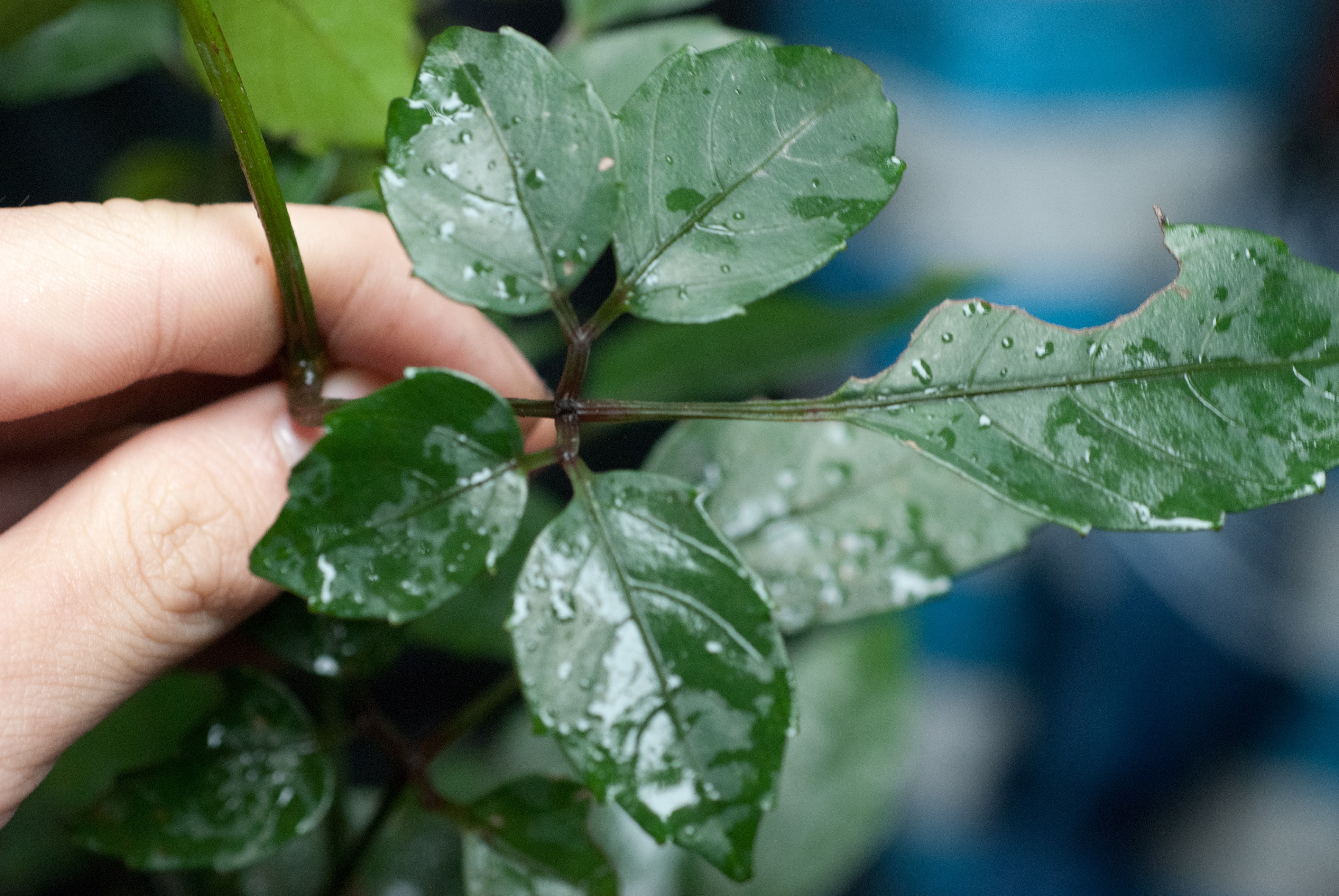
Fußförmig geteiltes Laubblatt von Cayratia corniculata

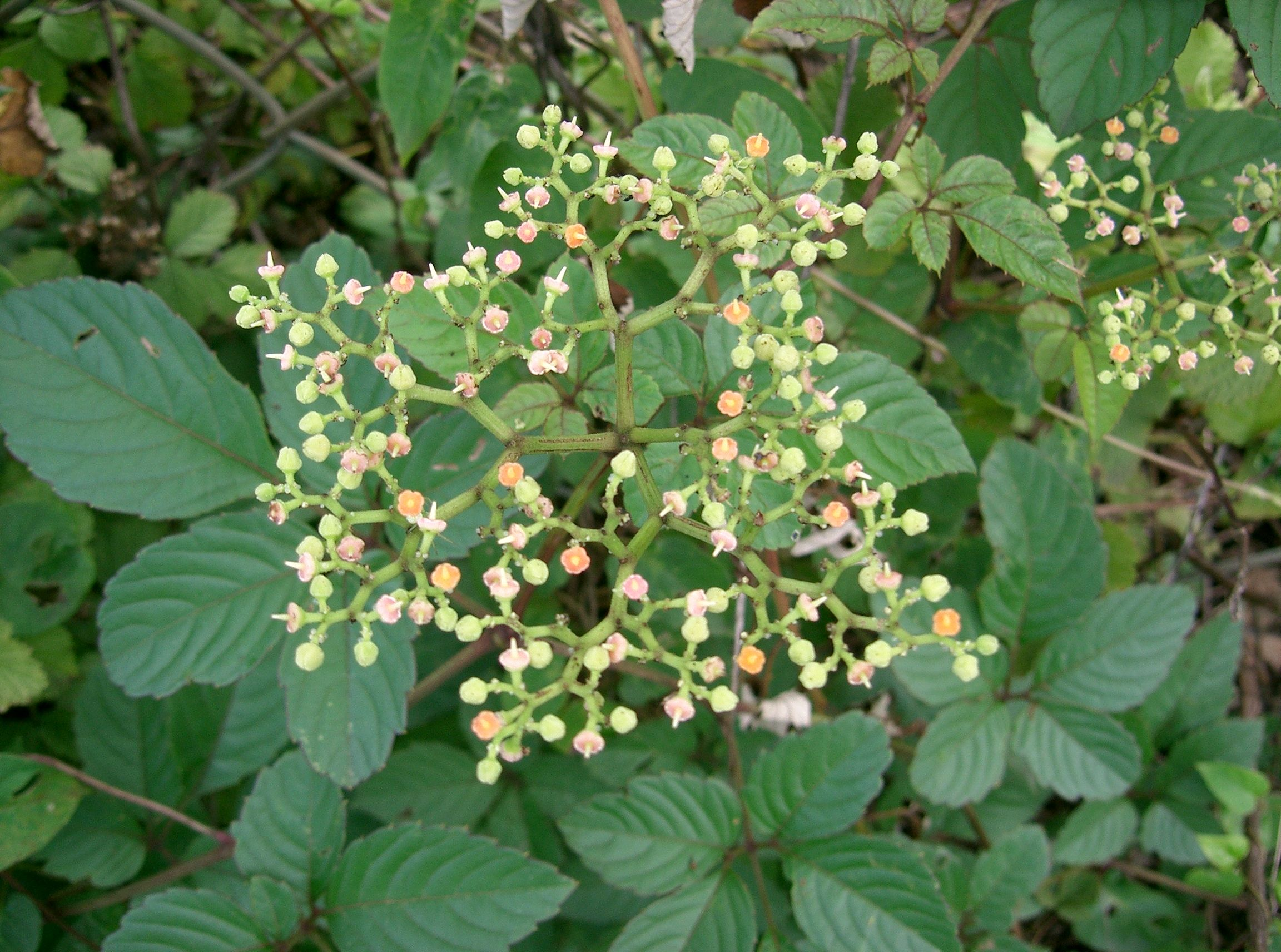
Blütenstand von Cayratia japonica

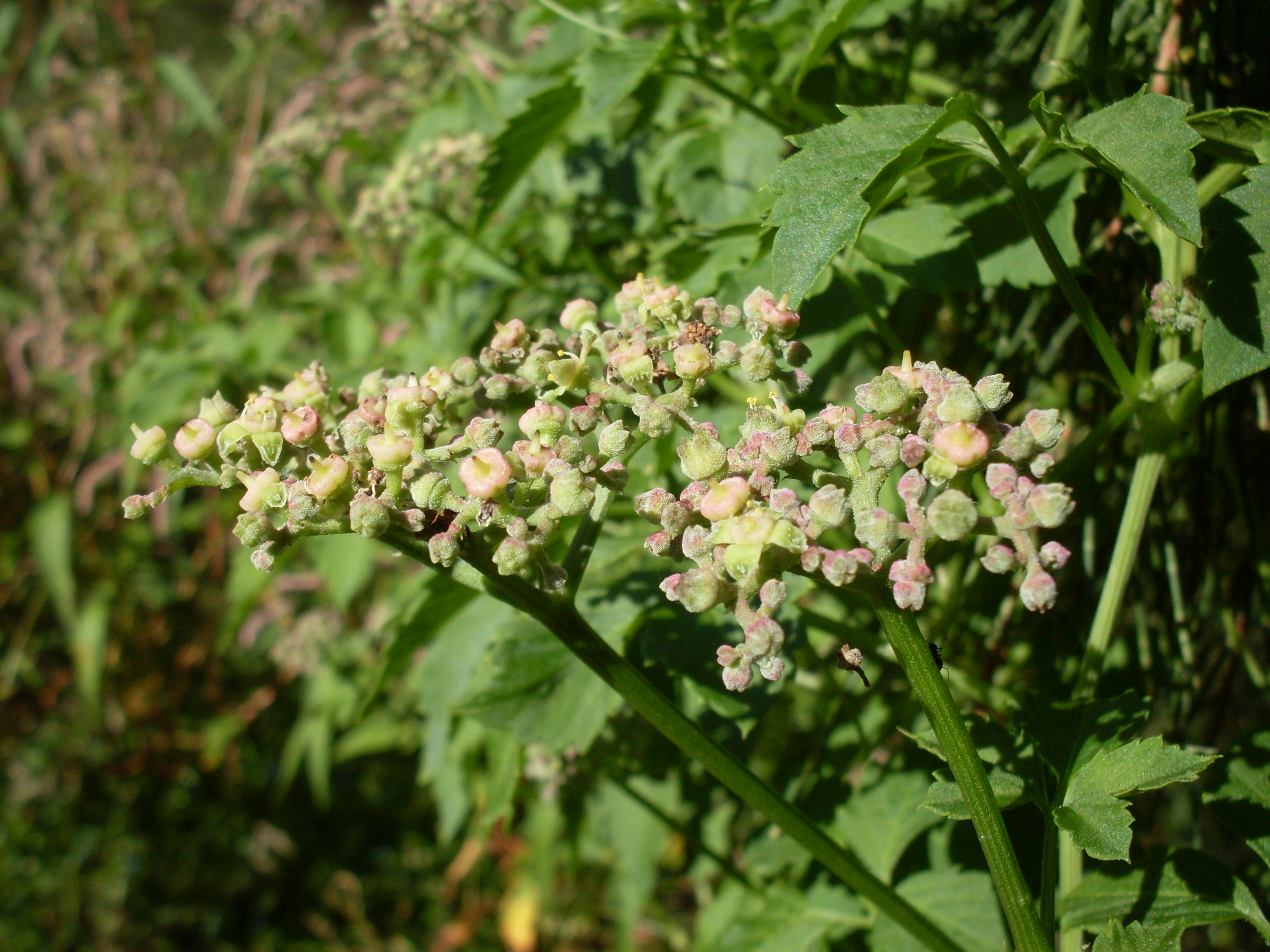
Blütenstand von Cayratia clematidea

### Erscheinungsbild und Blätter
Bei Cayratia-Arten handelt es sich selten um ausdauernde krautige Pflanzen oder meist um wenig bis stärker verholzende Pflanzen, die selbständig aufrecht als Sträucher, oder kletternd als Lianen wachsen. Sie können immergrün oder laubabwerfend sein. Die gegenüber den Laubblättern stehenden Sprossranken sind zwei- oder drei- oder mehrgabelig verzweigt und ihre Enden besitzen manchmal Haftscheiben.
Es gibt Cayratia-Arten mit Heterophyllie. Die wechselständig und zweizeilig oder spiralig an der Sprossachse angeordneten Laubblätter sind meist in Blattstiel und Blattspreite gegliedert. Je nach Art ist die Blattspreite drei- bis neunzählig handförmig geteilt oder fußförmig gefiedert. Bei handförmigen Spreiten sind die seitlichen Blattabschnitte oft kleiner als die Endabschnitte. Die Blattränder sind gekerbt oder gezähnt. Die Blattflächen sind oft drüsig punktiert. Die Nervatur ist meist handnervig, selten fiedernervig und es können auch die Netznerven erkennbar sein. Die Nebenblätter fallen früh ab.

### Blütenstände und Blüten
Cayratia-Arten sind entweder polygam-monözisch, meist aber einhäusig getrenntgeschlechtig (monözisch), es befinden sich also die Blüten beider Geschlechter auf einem Exemplar, aber es kommen manchmal auch zwittrige Blüten vor; oder alle Blüten sind zwittrig. Die seitenständig, meist auf einem langen Blütenstandsschaft stehenden, zymösen Blütenstände sind zusammengesetzte Dichasien oder Polychasien und enthalten meist viele Blüten. Es sind Trag- und Deckblätter sowie Blütenstiele vorhanden.
Die relativ kleinen Blüten sind vierzählig und radiärsymmetrisch mit doppelter Blütenhülle. Die vier kahlen Kelchblätter sind becherförmig auf meist ihrer gesamten Länge verwachsen und Kelchzähne sind höchstens sehr kurz. Die vier freien, ausgebreiteten Kronblätter können am oberen Ende etwas kapuzenförmig sein und fallen einzeln ab. Der gut entwickelte, becherförmige Diskus besitzt einen welligen oder leicht vierlappigen Rand und ist mit der Basis des Fruchtknotens verwachsen. Es ist nur der innere Staubblattkreis mit vier fertilen, gleichen, freien Staubblättern vorhanden. Die zwei Fruchtblätter sind zu einem oberständigen, zweikammerigen Fruchtknoten verwachsen. Je Fruchtknotenkammer sind nur zwei Samenanlagen vorhanden. Die kurzen, bleistiftförmigen Griffel enden in einer relativ kleinen Narbe, die sich nach der Anthese etwas vergrößern kann.

### Früchte und Samen
Die mehr oder weniger kugeligen Beeren sind fleischig und enthalten meist nur einen bis vier Samen. Die Samen sind dreikantig bis eiförmig. Das ölhaltige Endosperm ist im Querschnitt fast kreis- oder T-förmig. Der gerade Embryo besitzt zwei Keimblätter (Kotyledonen).

## Systematik und Verbreitung
Die Erstveröffentlichung von Cayratia erfolgte 1818 durch Antoine-Laurent de Jussieu in F. Cuvier: Dictionnaire des Sciences Naturelles, 2. Auflage, Band 10, S. 103. Typusart ist Cayratia pedata (Lour.) Juss. Cayratia Juss. nom. cons. ist nach den ICBN-Regeln (Vienna ICBN Art. 14.4 & App. III) konserviert gegenüber Lagenula Lour. nom. rej. Ein Synonym für Cayratia Juss. ist Columella Lour. Nach Genaust (1996) ist die Herkunft des Gattungsnamens Cayratia ungeklärt.
Die Gattung Cayratia gehört zur Unterfamilie Vitoideae innerhalb der Familie der Vitaceae.
Das weite natürliche Verbreitungsgebiet der Gattung Cayratia umfasst Asien und Australien, Neukaledonien, Afrika, Madagaskar, Malesien und Ozeanien. In China kommen 17 Arten vor, neun davon nur dort. In Australien sind etwa acht Arten beheimatet, fünf davon nur dort.
Es gibt 45 bis 60 Cayratia-Arten, hier die in China, Madagaskar und Australien vorkommenden Arten:
- Cayratia acris (F.Muell.) Domin: Sie kommt in Australien und in Papua-Neuguinea[6] vor.
- Cayratia albifolia C.L.Li: Sie kommt in China vor.[2]
- Cayratia cardiophylla Jackes: Sie kommt in Australien vor.
- Cayratia cardiospermoides (Planch. ex Franchet) Gagnep.: Sie kommt in Sichuan und in Yunnan vor.[2]
- Cayratia ciliifera (Merr.) Chun: Sie kommt in Vietnam und in Hainan vor.[2]
- Cayratia clematidea (F.Muell.) Domin: Sie kommt in Australien vor.
- Cayratia cordifolia C.Y.Wu ex C.L.Li: Sie kommt in Yunnan vor.[2]
- Cayratia corniculata (Benth.) Gagnep.: Sie kommt in Malaysia, auf den Philippinen, in Vietnam, in Taiwan und in China vor.[2]
- Cayratia daliensis C.L.Li: Sie kommt in Yunnan vor.[2]
- Cayratia eurynema B.L.Burtt: Sie kommt in Australien vor.
- Cayratia fugongensis C.L.Li: Sie kommt in Yunnan vor.[2]
- Cayratia geniculata (Blume) Gagnep.: Sie kommt in China, in Indonesien, Laos, Malaysia, den Philippinen und in Vietnam vor.[2]
- Cayratia gracilis (Guill. & Perr.) Suess.: Sie ist in Afrika weitverbreitet.
- Cayratia imerinensis (Baker) Desc.: Sie kommt auf Madagaskar und den Komoren vor.[9]
- Cayratia japonica (Thunb.) Gagnep.: Sie ist in Indien, Bhutan, Nepal, Myanmar, Thailand, Laos, Korea, Vietnam, China, Taiwan, Japan, Malaysia, Indonesien, auf den Philippinen und in Australien weitverbreitet. Sie kommt in drei Varietäten vor.[2]
- Cayratia lanceolata (C.L.Li) J.Wen & Z.D.Chen: Sie kommt in Hainan vor.[2]
- Cayratia longiflora Desc.: Sie kommt nur auf Madagaskar vor.[9]
- Cayratia maritima Jackes: Sie kommt an den Küsten von Australien und Taiwan vor.
- Cayratia medogensis C.L.Li: Sie kommt in Tibet vor.[2]
- Cayratia menglaensis C.L.Li: Sie kommt in Yunnan vor.[2]
- Cayratia oligocarpa (H.Lév. & Vaniot) Gagnep.: Sie kommt in China vor.[2]
- Cayratia pedata (Lour.) Juss.: Sie kommt in China, in Kambodscha, Indien, Indonesien, Malaysia, Thailand und Vietnam vor.[2]
- Cayratia saponaria (Seem. ex Benth.) Domin: Sie kommt nur im australischen Bundesstaat Queensland vor.
- Cayratia timoriensis (DC.) C.L.Li: Sie kommt in Indonesia, Malaysia, Thailand und Yunnan vor. Sie umschließt zwei Varietäten.[2]
- Cayratia trifolia (L.) Domin (Syn.: Columella trifolia (L.) Merr., Cissus trifolia (L.) K.Schum., Vitis trifolia L., Cissus psoraliifolia (F.Muell.) Planch., Cissus crenata Vahl, Cissus obtusifolia Poir., Vitis psoraliifolia F.Muell., Vitis psoralifolia F.Muell. orth. var., Cissus psoralifolia Planch. orth. var., Cayratia carnosa (Lam.) Gagnep., Cissus carnosa Lam., Cissus acutifolia Poir., Cissus cinerea Lam.): Sie ist von Indien, Bangladesch, Nepal, Thailand, Laos, Kambodscha, Yunnan, Vietnam, Malaysia über Indonesien bis Australien weitverbreitet.
- Cayratia triternata (Baker) Desc.: Sie kommt nur auf Madagaskar vor.[9]

## Nutzung
In einigen Ländern Afrikas werden von Cayratia gracilis besonders die Blätter meist gegart gegessen, seltener dienen auch unterirdische Pflanzenteile als Nahrung.